# Cribellopora
Cribellopora is een mosdiertjesgeslacht uit de  familie van de Lacernidae en de orde Cheilostomatida.

## Soorten
- Cribellopora constellata Winston, 2005
- Cribellopora divisopora (Waters, 1887)
- Cribellopora napi Gordon, 1989
- Cribellopora simplex Gautier, 1957
- Cribellopora siri Gordon, 1989
- Cribellopora souleorum Dick, Tilbrook & Mawatari, 2006
- Cribellopora trichotoma (Waters, 1918)

Niet gaccepteerde soort:
- Cribellopora triangulata (Canu & Bassler, 1928) → Calyptotheca triangulata (Canu & Bassler, 1928)